# Paracyclotosaurus
Genre
Paracyclotosaurus est un genre fossile d'amphibiens temnospondyles présentant des similitudes avec les salamandres d'aujourd'hui - mais d'une taille beaucoup plus grande pouvant aller jusqu'à 2,30 m de longueur. 

## Systématique
Le genre Paracyclotosaurus a été créé en 1958 par le paléontologue britannique David Meredith Seares Watson (1886-1973).

## Présentation
Cet animal préhistorique vivait durant le Trias moyen, il y a environ 235 millions d'années, et des fossiles le concernant ont été trouvés en Australie, en Inde et en Afrique du Sud.
Même s'il pouvait vivre sur la terre ferme, Paracyclotosaurus passait probablement la plupart de son temps dans l'eau. Ces amphibiens avaient des corps aplatis et des têtes allongées, de près de 60 cm de long, et ressemblaient vaguement aux crocodiles actuels.

## Découverte et identification
L'espèce type, Paracyclotosaurus davidi, n'est connue que d'un seul spécimen complet collecté en Australie. Ce dernier a été découvert par des mineurs dans une carrière de briques à St. Peters à Sydney, en Nouvelle-Galles du Sud. La découverte, faite en 1910, provenait d'un grand nodule de pierre de fer dans Ashfield Shale qui contenait le squelette presque complet. La reconstruction a été achevée en juillet 1914 et a été initialement déterminée comme étant étroitement liée à Cyclotosaurus. Le squelette d'origine du spécimen holotype de Paracyclotosaurus davidi était en très mauvais état, mais, après que ce squelette ait été retiré de sa matrice, une empreinte a été prise puis des moulages ont été réalisés. Ce sont ces moulages qui montrent une somme de détails.
Paracyclotosaurus davidii a été nommé en l'honneur du géologue et explorateur polaire australien Edgeworth David (1858–1934) qui a fait en sorte que le British Museum of Natural History acquière le spécimen.

## Liste d'espèces
Selon Paleobiology Database (16 octobre 2022) :
- †Paracyclotosaurus crookshanki Mukherjee & Sengupta, 1998
- †Paracyclotosaurus davidi Watson, 1958 - espèce type
- †Paracyclotosaurus morganorum Damiani & Hancox, 2003